# سرخیو مارتینس
سرخیو مارتینس (اسپانیایی: Sergio Martínez‎؛ زادهٔ ۱۵ فوریهٔ ۱۹۶۹) بازیکن فوتبال اهل اروگوئه بود.
از باشگاه‌هایی که در آن بازی کرده‌است می‌توان به باشگاه ورزشی دفنسور، باشگاه فوتبال پنیارول، باشگاه فوتبال ناسیونال (اروگوئه)، باشگاه فوتبال بوکا جونیورز، و باشگاه فوتبال دپورتیوو لا کرونیا اشاره کرد.
وی همچنین در تیم ملی فوتبال اروگوئه بازی کرده‌است.